# 滬安電力控股
滬安電力控股有限公司，簡稱滬安電力控股，以及滬安電力（英語：HU AN Cable Holdings Limited，SGX：KI3、臺灣證券交易所除牌前911612），在1985年當時由江蘇省無錫市人民政府出資成立，1997年己成為股份制，董事長及總裁為戴志祥。
主要業務是生產及銷售各類電纜產品。總部位於江苏省宜兴市官林镇东虹路6号。主要銷售各24省份地區。股份在2010年2月8日於新加坡交易所主板上市。根據招股書資料，招股價為0.42坡元，所有發售為118,000,000股，集資額為49,560,000坡元。而在同年，集團發行臺灣存託憑證，以每股13.6元新台幣招股價，發行1.5億股新股。
2016年1月26日，該公司終止以臺灣存託憑證上市。

## 連結
- ChinaHuAnCable.com